# Tezy kwietniowe

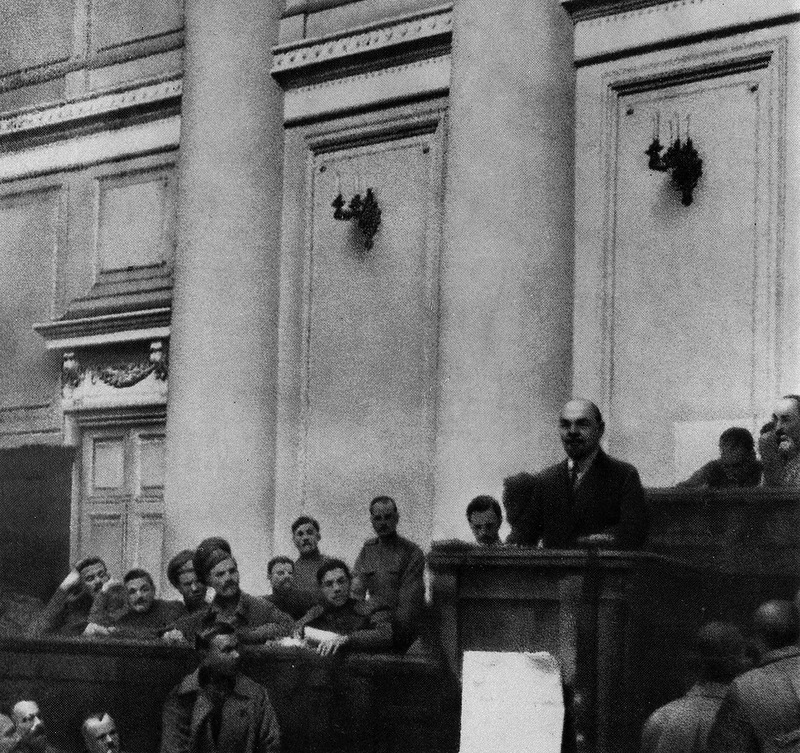
Włodzimierz Lenin wygłaszający "tezy kwietniowe" w Pałacu Taurydzkim 17 kwietnia 1917 r.

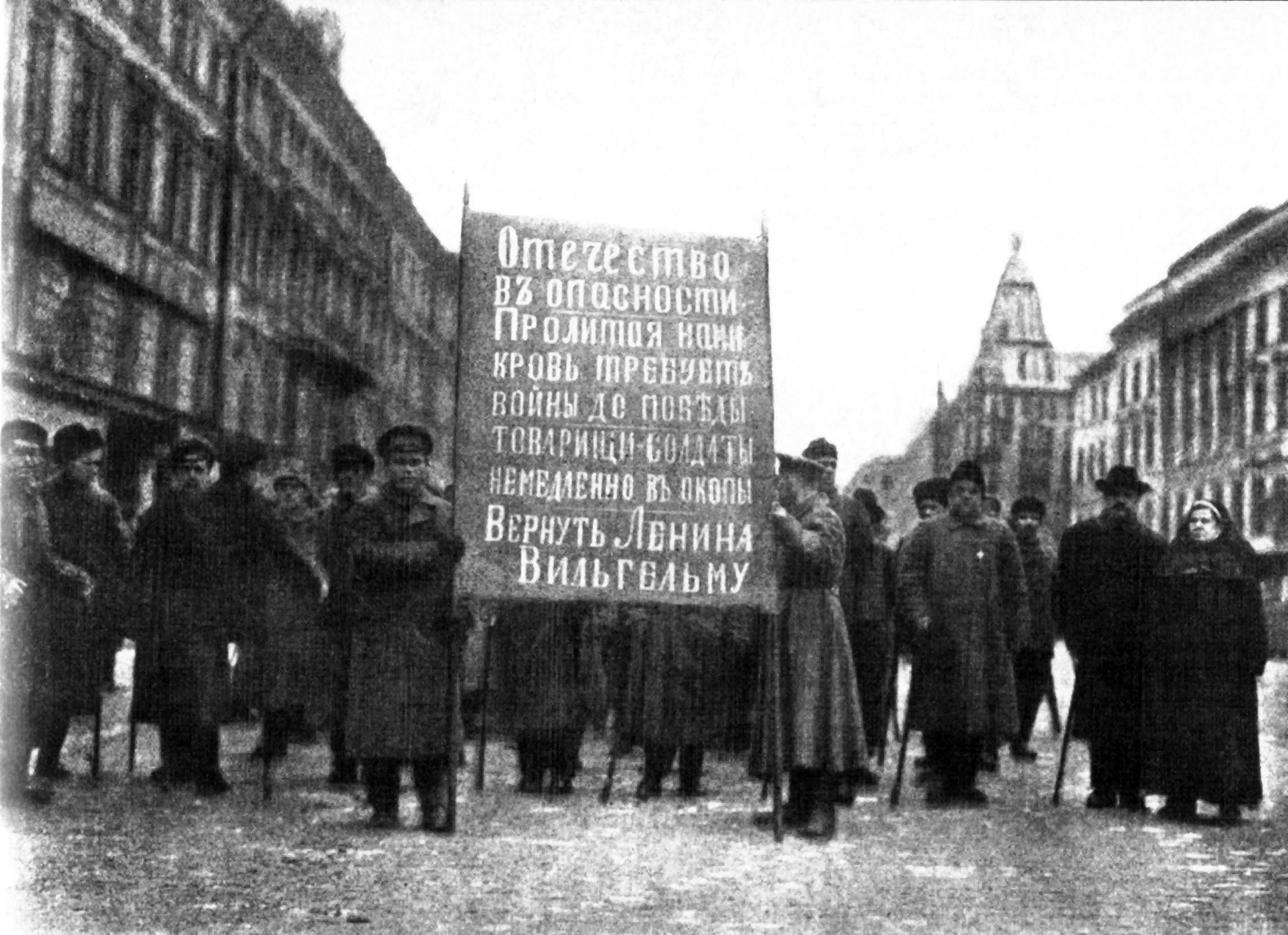
Antybolszewicka demonstracja weteranów wojennych z hasłem „Zwrócić Lenina Wilhelmowi”, 17 kwietnia 1917 r.

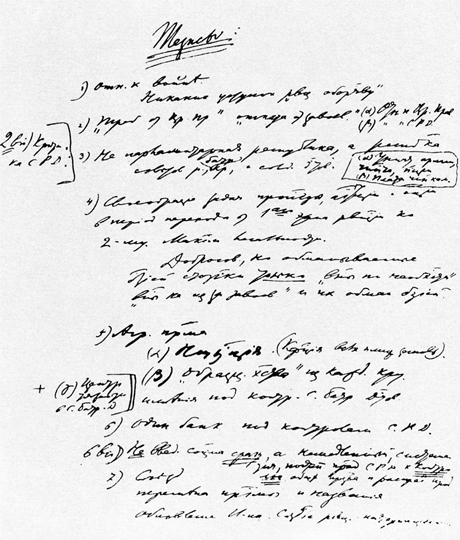
Notatki Lenina z "tezami kwietniowymi" zapisane 16 kwietnia 1917 r.

Tezy kwietniowe – referat wygłoszony 4 kwietnia?/17 kwietnia 1917 przez Włodzimierza Lenina po przyjeździe do Piotrogrodu, podczas zebrania działaczy bolszewickich w Pałacu Taurydzkim.

## Okoliczności wygłoszenia i treść referatu
Referat Lenina został wygłoszony dzień po przyjeździe bolszewickiego przywódcy do Piotrogrodu, a następnie opublikowany w artykule O zadaniach proletariatu w bieżącej rewolucji.
Lenin przedstawił w tekście hipotezę, jakoby w Rosji dokonała się wskutek rewolucji lutowej rewolucja burżuazyjno-demokratyczna, którą należy niezwłocznie przekształcić w rewolucję socjalistyczną, pozbawiając Rząd Tymczasowy władzy i przekazując ją w ręce robotników i ubogich chłopów, w formie systemu władzy rad. W ocenie Lenina w Rosji doszło do sytuacji nieprzewidywanej przez klasyczną myśl marksistowską: dyktatura burżuazji (reprezentowanej przez Rząd Tymczasowy) współistniała z dyktaturą proletariatu i chłopstwa (reprezentowaną przez Piotrogrodzką Radę Delegatów Robotniczych i Żołnierskich i popierające ją rady w innych miastach oraz oddziałach wojska), powstałą dzięki ogromnemu zaangażowaniu społeczeństwa w proces przemian. Oznaczało to jego zdaniem, że przedstawiony przez Marksa model rewolucji burżuazyjnej, po której następuje epoka rządów mieszczaństwa, może zostać przekształcony w rewolucję socjalistyczną. Zgoda na rozwinięcie się w Rosji demokracji parlamentarnej byłaby w ocenie Lenina krokiem wstecz w rozwoju społecznym w porównaniu z tworzącym się systemem rad robotniczych. Analizując przebieg rewolucji 1905, Lenin doszedł także do wniosku, że rosyjska burżuazja nie będzie w stanie zbudować nawet systemu demokratycznego i również to musiałby zrobić proletariat.
Jako najważniejsze doraźne cele działalności bolszewików Lenin wymienił utworzenie komitetów robotniczych w fabrykach i przejęcie przez nie kontroli nad nimi, zajęcie majątków szlacheckich przez chłopów, natychmiastowe wycofanie się Rosji z wojny oraz przekazanie całej władzy radom robotniczym i żołnierskim. Twierdził, że w sytuacji, gdy masy ufały politykom reprezentującym interes burżuazji, nie należało natychmiast wzywać do zbrojnego wystąpienia przeciwko nim, lecz konsekwentnie obnażać błędy rządu i kierownictwa Piotrogrodzkiej Rady Robotniczej i Żołnierskiej aż do momentu, gdy robotnicy i żołnierze uwierzą, że te ośrodki władzy nie zagwarantują im pokoju, a rewolucyjnym rządem byłby tylko ten oparty na systemie rad. Po wygłoszeniu tez kwietniowych w propagandzie bolszewików pojawiły się hasła „Cała władza w ręce Rad”, „Wojna pałacom, pokój chatom” oraz żądania wywłaszczenia obszarników.
Lenin stwierdził, że bolszewicy są jedynymi reprezentantami robotników, gdyż zarówno mienszewicy, jak i eserowcy popierali Rząd Tymczasowy, zdradzając interesy proletariatu.

## Odbiór tez
Dyskusja nad tezami na forum Komitetu Centralnego partii bolszewickiej była krótka i zakończyła się ich odrzuceniem. Za tezami padły tylko dwa głosy przeciwko trzynastu. Jako jedyna Lenina poparła Aleksandra Kołłontaj. W ocenie większości działaczy twierdzenia i prognozy Lenina były nietrafione, Gieorgij Plechanow określił je jako „bezsensowne”. Stalin i Kamieniew na łamach „Prawdy” przekonywali, że system dwuwładzy utrzyma się jeszcze długo, a bolszewicy powinni skupiać się na pracy w obrębie samego ruchu socjaldemokratycznego. W Piotrogrodzie panowała atmosfera euforii po niedawnej rewolucji lutowej i obaleniu caratu. Wszystkie partie socjalistyczne były skłonne dać Rządowi Tymczasowemu kredyt zaufania i czekać na zapowiedziane przez rząd wybory do Zgromadzenia Ustawodawczego, które wypracowałoby nowy kształt ustrojowy państwa. 
W kolejnych dniach Lenin przekonywał innych działaczy do swoich poglądów. Było to na tyle skuteczne, że już na początku maja 1917 VII Wszechrosyjski Zjazd Partyjny przyjął tezy. W rezolucji wydanej z tej okazji potępiono Rząd Tymczasowy i stwierdzono, że w ostatecznym rozrachunku władzę powinny przejąć rady.